# ألكساندر بوبوف
ألكسندر ستيبانوفيتش بوبوف ولد يوم 16 مارس عام 1859 في قرية تورينسكييه رودنيكي (حالياً مدينة كراسنوتيرينسك)، محافظة بيرم (حالياً محافظة سفيردلوفسك)، الواقعة بمنطقة الأورال الروسية.
كان والده قسيساً أرثوذكسياً. وتلقّى ألكسندر بوبوف تعليمه الأولي في مدرسة أرثوذكسية بمدينة بيرم، ثم دخل كلية الفيزياء والرياضيات بجامعة بطرسبورغ.
فاشتغل عاملا في مكتب الهندسة الكهربائية وهو طالب في الجامعة. وفي سنوات الدراسة بجامعة بطرسبورغ تشكلت أراؤه في قضايا الفيزياء والهندسة الكهربائية الحديثة. وتخرج بوبوف من الجامعة في عام 1882، فوجهت إليه دعوة لإلقاء محاضرات في موضوع الفيزياء بالقسم الدراسي الخاص بالفيزياء لجامعة بطرسبورغ.
ثم بدأ يدرّس الفيزياء في الكلية الحربية بمدينة كروندشدات التي تشكلت فيها الظروف الملائمة لإجراء تجارب فيزيائية في مجال التذبذبات الكهرومغناطيسية. وفي عام 1901 أصبح بوبوف بروفيسورا في معهد الهندسة الكهربائية بمدينة بطرسبورغ الذي عُيِّن فيما بعد مديرا له في عام 1905.

## أشهر اختراعاته
اشتهر الكسندر بوبوف باختراعه لأول جهاز استقبال ذبذبات كهرمغناطيسية وأطلق عليه اسم «مسجل الرعد» الذي سمي فيما بعد الراديو. واستعرض بوبوف اختراعه للمرة الأولى في 25 أبريل عام 1895 خلال جلسة الجمعية الفيزيائية الكيميائية الروسية لدى جامعة بطرسبورغ، وذلك قبل سنة ونصف من استعراض العالم الإيطالي غوليلمو ماركوني التلغراف اللاسلكي. ويعتبر ماركوني عالما اعترف رسميا في العالم بأنه اخترع جهازا يرسل برقيات لاسلكية. والجدير بالذكر أن العالم الروسي بوبوف أجرى في 24 مارس/آذار 1896، أي قبل تسجيل ماركوني اختراعه، أجرى تجربة تتلخص في إرسال كلمتي «هنريخ هرتس» لاسلكيا على مدى 250 متراً، وذلك بواسطة جهاز تلغراف مركب على جهاز الراديو.

## الوفاة والإرث
في عام 1905 أصيب الكسندر بوبوف بمرض خطير، تسبب بنزيف في المخ أدى لوفاته.
سمي كوكب صغير باسمه تخليداً لذكراه عام 1979 